# 스트라이크 (2006년 영화)
스트라이크(Strajk - Die Heldin Von Danzig, Strike)는 폴란드에서 제작된 폴커 슐렌도르프 감독의 2006년 영화이다. 크게 보면 다큐드라마로 볼 수 있다. 카타리나 탈바흐 등이 주연으로 출연하였다.

## 출연

### 주연
- 카타리나 탈바흐
- 안드레이 치라

### 조연
- 도미니크 호위츠
- 안드르제이 그라보우스키
- 보이체흐 스조니악
- 보이체흐 솔라즈
- 바바라 쿠르자이
- 마리아 마이
- 헨릭 골레비에브스키
- 막달레나 스말라라
- 폴커 슐렌도르프

## 제작진
- 공동제작: 알렉산더 리스
- 공동제작: 마치에이 슬레시츠키
- 미술: 로버트 체삭
- 배역: 에바 브로드즈카